# بيغ بلاغي
بيغ بلاغي هي قرية في مقاطعة هشترود، إيران. عدد سكان هذه القرية هو 327 في سنة 2006.